# Мендън
Мендън (на английски: Mendon) е град в окръг Кеш, щата Юта, САЩ. Мендън е с население от 898 жители (2000) и обща площ от 3,2 km². Намира се на 1370 m надморска височина. ЗИП кодът му е 84325, а телефонният му код е 435.